# Euphorbia chamaeclada
Euphorbia chamaeclada är en törelväxtart som beskrevs av Ernst Heinrich Georg Ule. Euphorbia chamaeclada ingår i släktet törlar, och familjen törelväxter. Inga underarter finns listade i Catalogue of Life.